# École supérieure de génie électrique (Aalto ELEC)
L'École supérieure de génie électrique de l'université Aalto (finnois : Aalto-yliopiston sähkötekniikan korkeakoulu, sigle (Aalto ELEC), suédois : Aalto-universitetets högskola för elektroteknik) est une composante de l'université Aalto. 

## Départements
L'école couvre les domaines de la science des systèmes, l'électronique, les communications et l'automatique.
- Département de génie électrique et d'automatique
- Département des micro et nanosciences
- Département de radio-science et d'ingénierie
- Département de traitement du signal et de l'acoustique
- Département des télécommunications et des réseaux

## Enseignement

### Filières en finnois
- Automatique et technologies de l'information
- Bioinformatique
- Électronique et génie électrique

### Master en anglais
- Automatique et génie électrique
- Informatique, télécommunications et sciences de l'information
- Nano et radio sciences
- Technologies des sciences de la vie

### Master Erasmus Mundus
- Science et technologie spatiales